# Cérémonial liturgique
Dans une religion, le cérémonial liturgique ou religieux comprend l'ensemble des gestes rituels reconnus. On réserve habituellement ce terme aux gestes des rites chrétiens, répartis entre les diverses confessions chrétiennes, anciennes ou actuelles.
Le geste est le moyen d'exprimer physiquement des sentiments. Un cérémonial, dont le contenu peut varier, est la consignation codifiée de ces gestes, soit par la coutume, soit par une autorité compétente (une Église, une conférence épiscopale, un concile ou un synode).
L'action liturgique résulte ensuite de l'harmonisation du geste prévu, à l'aide du cérémonial, avec la parole de l'acteur liturgique (évêque, prêtre, diacre, pasteur, etc.).

## Les gestes
Les gestes de la liturgie sont de quatre ordres :

### Les gestes utilitaires
Le cérémonial utilitaire est l'application dans la liturgie de règles de bon sens qui relèvent de l'ordre du pratique. Cela concerne notamment le costume liturgique ou la façon de mettre et d'utiliser les vêtements liturgiques au cours d'une cérémonie, mais également des gestes d'ablution rituelle, de simple bienséance ou d'esthétique, comme la recherche de la symétrie.

### Les gestes interprétatifs
Le cérémonial interprétatif est l'accompagnement par des signes extérieurs des paroles que dit le célébrant d'une action liturgique. Par exemple, lorsqu'un prêtre dit une bénédiction (qui est forcément orale : -diction), il l'accompagne d'un geste interprétatif telle que l'imposition ou l'élévation de ses mains. Les formes de gestes interprétatifs sont donc nombreux, à commencer par la station immobile accompagnée d'une prière liturgique, ou le fait de gravir un emmarchement d'autel en disant l'Introïbo ad altare Dei (Je monterai à l'autel de Dieu).

### Les gestes symboliques
Le cérémonial symbolique est l'expression de gestes chargés d'accompagner un symbole, c'est-à-dire d'exprimer une idée par un geste. Le fait d'allumer un cierge, au début d'un office liturgique, cherche à symboliser la lumière que revêt le Christ Jésus pour le chrétien.

### Les gestes d'imitation
Le cérémonial d'imitation est la conservation de gestes anciens que la coutume liturgique a consacrés ou chargés de symboles, par exemple au cours de la messe, l'action aujourd'hui codifiée du mélange de l'eau et du vin, par imitation d'une coutume ancienne en Palestine, au temps du Christ, de ne boire que du vin trempé. On peut ajouter ici la répétition de gestes déjà exprimés dans une cérémonie par le célébrant, gestes que refont parfois les fidèles.